# Officier des Haras
Un officier des haras est une personne ayant été diplômée de l'École des officiers des haras (d), située au Haras du Pin, et qui dépend du ministère de l'agriculture français.
Le corps des officiers des haras est dissous en 1982